# Edit Eördögh
Edit Eördögh (Budapest, 1º maggio 1975) è un'ex cestista ungherese.

## Carriera
Con l'Ungheria ha disputato due edizioni dei Campionati europei (1995, 2003).